# Ford Focus RS WRC

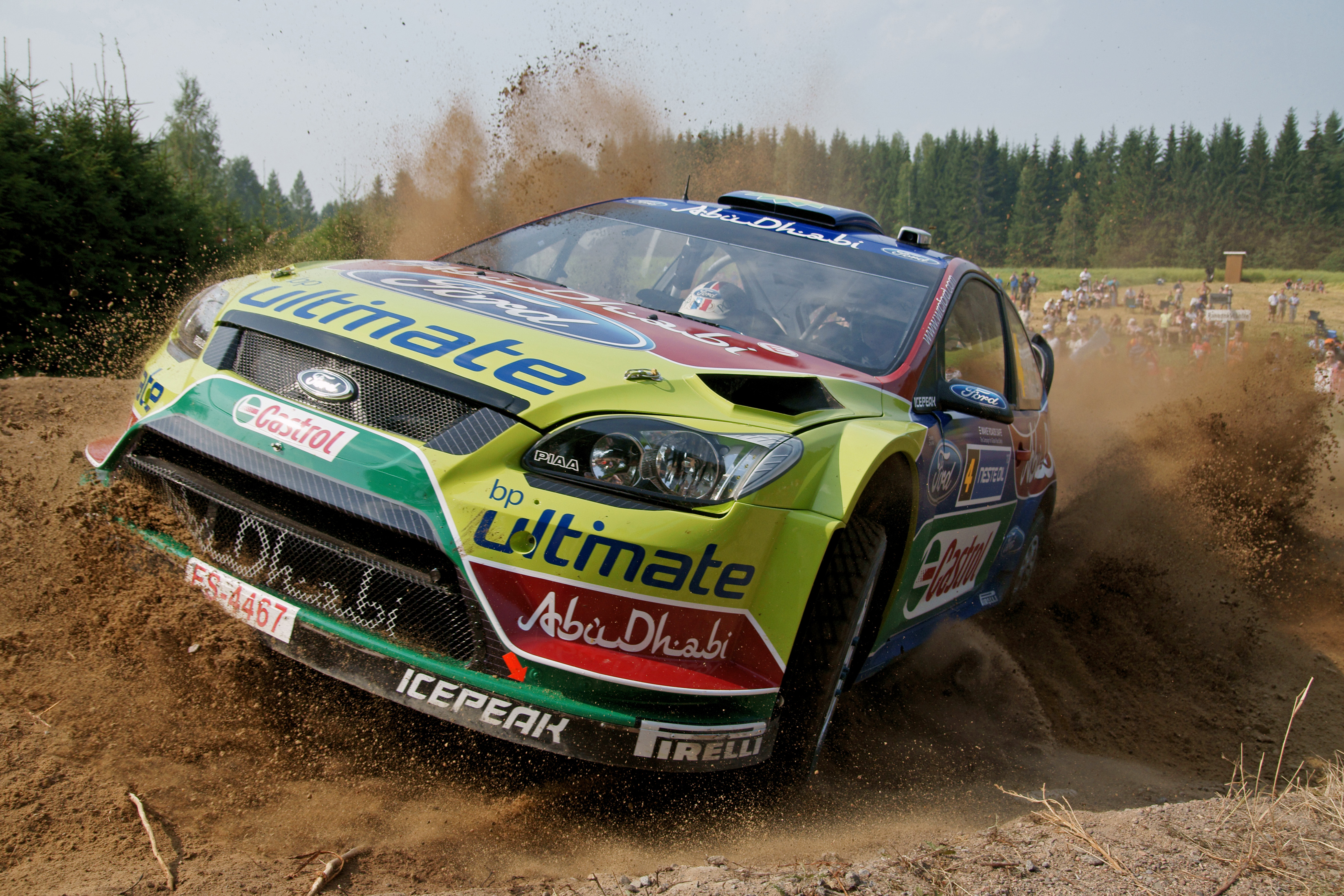
Ford Focus RS WRC 09

Ford Focus RS WRC é um carro construído para o BP Ford World Rally Team pela M-Sport de Malcolm Wilson baseado no hatchback Ford Focus, desenvolvido para competir no Campeonato Mundial de Rali (WRC).
Como todos os World Rally Cars, é um veículo modificado radicalmente da versão de produção, com o qual compartilha praticamente apenas o formato básico e algumas peças da carroceria. O carro possui tração nas quatro rodas, ao invés da tração dianteira do carro tradicional. Além disso, o motor foi substituído por um modelo criado pela Yamaha e Mazda, o Zetec-SE, preparado inicialmente pela Mountune e mais tarde pela Cosworth Racing.

## História

### 1999
A primeira versão do carro foi construída em 1999 para substituir o Ford Escort WRC. Estreou no Rali de Monte Carlo com Colin McRae e Simon Jean-Joseph ao volante dos dois carros. Imediatamente se mostrou competitivo, conquistando diversos melhores tempos, mas o uso de uma bomba d'água ilegal excluiu os carros do evento. McRae deu a primeira vitória ao Focus dois ralis mais tarde no Rali Safari terminando a prova 15 minutos à frente do Toyota de Didier Auriol.

### 2003
Em 2003, a Ford lançou um novo Focus WRC para competição durante a segunda metade da temporada. O carro, com a maioria de suas peças desenvolvidas do zero, apresentava uma carroceria mais leve e formas mais aerodinâmicas.

### 2006
A partir do último rali de 2005, a Ford apresentou um novo Focus WRC, seguindo o lançamento de uma nova versão do carro de rua. O motor escolhido foi o motor Duratec preparado pelo especialista francês em motores Pipo Moteur.

## Galeria
- RS WRC 01
- RS WRC 02
- RS WRC 03
- RS WRC 04
- RS WRC 04
- RS WRC 06
- RS WRC 07
- RS WRC 08
- RS WRC 09